# Йохан Август Ефраим Гьоце
Йохан Август Ефраим Гьоце (на немски: Johann August Ephraim Goeze) е германски теолог и зоолог.

## Биография
Роден е на 28 май 1731 година в Ашерслебен, Саксония-Анхалт, Германия, в семейството на Йохан Хайнрих и Катерине Маргарете. Изучава теология в университета в Хале. През 1770 се жени за Леополдине Мария Келер, която му ражда четири деца. През 1751 г. става пастор в Ашерслебен, а по-късно се премества в Кведлинбург, където и остава до края на живота си.
Умира на 27 юни 1793 година в Кведлинбург на 62-годишна възраст.

## Научна дейност
В областта на зоологията се интересува от безгръбначните животни. Изследва основно членестоноги и червеи. През 1773 г. открива бавноходките.

## Публикации
- „Untersuchung der Leichenwürmer“;
- „Von zerschnittenen Wasserwürmern“;
- „Zur Geschichte der Kleisteraale“;
- „Naturgeschichte des Müller'schen Gliederwurms“;
- „Entomologische Beiträge zu des Ritter Linné zwölften Ausgabe des Natursystems“ (Лейпциг, 4 т., 1777 – 83);
- „Belehrung über Natur und Lebenssachen“ (Лпц., 1796).